# Lehren
Lehren bezeichnet die Tätigkeit, bei der einem Lernenden ein Lerngegenstand, beispielsweise Kenntnisse oder Fertigkeiten, vermittelt werden sollen. Das Lehren wird von Lehrenden bzw. Ausbildern, professionell besonders von Lehrern in Schulen und von Dozenten, betrieben.

## Begriffsbestimmungen, begriffliche Einordnung

### Bedeutungen und Zusammenhänge
In Anlehnung an die etymologische Herleitung von Lehren aus dem gotischen „laisjan“ (Wissen machen), kann Lehren als bewusste und absichtsvolle Tätigkeit definiert werden, die das Ziel verfolgt, Wissen und Fähigkeiten zu vermitteln und damit einen Lernprozess bei einer oder mehreren Personen anzustoßen. Lehren ist also in erster Linie ein organisiertes und strukturiertes Angebot von Lerngelegenheiten, indem jemandem etwas gezeigt und zugleich dieses als Zeigen markiert wird. Lehren ist somit immer auf Lernen bezogen, auch wenn Lehren nicht automatisch zum Lernerfolg führen muss und Lernen auch unabhängig von Lehren stattfinden kann.
In manchen Theoriekontexten wird der Begriff des Lehrens ersetzt durch andere Begriffe, so etwa in der Systemtheorie durch den Begriff der Vermittlung.
Lehren findet in unterschiedlichen pädagogisch organisierten und institutionalisierten Settings statt, wie bspw. Belehrungssituationen oder Unterricht und ist abzugrenzen von Prozessen der Konditionierung und Indoktrination.
Lehrprozesse sollen durch Motivation, Aktivierung sowie Anleitung, Unterstützung und Gestaltung der Lernumgebung Lernprozesse initiieren und stabilisieren, indem durch didaktische Aufbereitung und Planung zwischen Lernendem und zu lernender Sache vermittelt wird. Lehren kann in expliziter Form, in der Interaktion zwischen Personen (z. B. Lehrer-Schüler-Interaktion) aber auch in impliziter Form in der Interaktion zwischen Artefakten (Medien, Material) und Lernenden verortet werden.  Die Allgemeine Didaktik, die Fachdidaktiken, die empirische Unterrichts- und Bildungsforschung, die psychologisch ausgerichtete Lehr-Lern-Forschung sowie die Instruktionspsychologie sind diejenigen Disziplinen, die sich mit der Beschreibung und Erklärung von Lehren und Lehr-Lern-Prozessen, deren Entwicklung und deren Praxis auseinandersetzen.
Entgegen der Annahme, dass sich generell gültige Prinzipien und Konzepte für optimal gelingende Lehrprozesse formulieren lassen, wird in aktuellen Debatten davon ausgegangen, dass der Grad der Professionalisierung des Lehrenden als Qualitätsmerkmal zentral ist.  Dabei spielen theoretisches und methodisches Wissen zu fachlichen, fachdidaktischen, organisationalen und pädagogischen Aspekten des Lehrens ebenso eine Rolle, wie Routinen und das auf seiner Erfahrung beruhende, situativ begründete Handeln des Lehrenden.

### Begriffsassoziationen und weitere Begrifflichkeiten
Das Lehren ist per se nicht an bestimmte Institutionen gebunden. – Die Berufsausbildung bei Handwerkern hieß oder heißt Lehre: Lehrlinge (Auszubildende) haben einen Lehrherrn oder Lehrmeister.
Die Wissenschaft des Vermittelns heißt Didaktik. Die Didaktik erforscht die Grundlagen des Lehrens und Lernens und entwickelt dazu auch angemessene Lehrmethoden.

## Lehren in schulischen Lehr-Lern-Settings
Im Kontext des Lehrens von jungen Menschen, im Besonderen in schulischen Lehr-Lern-Settings, geht Lehren mehr oder weniger auch mit Erziehen einher. Wenngleich auch die Lehrenden nicht über ein Erziehungsmonopol über ihre Schüler verfügen, so besitzt ihre Tätigkeit doch einen beträchtlichen Einfluss auf das Werden und Heranreifen ihrer Zöglinge. Geht es nach dem Schulgesetz, so sollen junge Menschen zur Mündigkeit, Solidaritätsfähigkeit und Verantwortungsübernahme erzogen werden. Als Grundrelation didaktischen Handelns erwächst daraus die Forderung, aktiv und in positiver Absicht auf die Verhaltensdispositionen der Schüler einzuwirken, so dass diese zu einer emanzipierten und eigenständigen Teilhabe am gesellschaftlichen Leben befähigt werden.

## Lehren bei anderen Tieren
Das Vorkommen von Lehren bei anderen Tieren war zunächst schwer überprüfbar, weil Definitionen von Lehren oft davon ausgingen, dass Lehrende sich bewusst sind, was die Lernenden noch nicht wissen. Solche mentalen Prozesse, die in ihrer extremsten Form Theory of Mind annehmen, sind bei Tieren schwer nachweisbar. Um vergleichende Forschung zu ermöglichen, wurden daher neue anwendbare Definitionen gesucht, wobei die aktuell am meisten verwendete Definition auf den Überlegungen von Caro und Hauser basiert. Laut dieser Definition ist die Funktion von Lehren, dass Lernende Wissen gewinnen können, das ihnen anders nicht oder nur schwer verfügbar wäre. Der Mechanismus von Lehren ist, dass Lehrende ihr Verhalten aktiv verändern und an die Lernenden anpassen, ohne dass sie selber einen Nutzen von dem Verhalten haben. Lehren ist dabei eine Form der Kooperation, wo der Lehrende Kosten hat um dem Lernenden einen Vorteil zu verschaffen. Diese Komponenten von Lehren können durch das beobachtete Verhalten von Individuen identifiziert werden. Diese Definition macht auch klar, dass das Alleinstellungsmerkmal von Lehren nicht das Übertragen von Wissen ist. Zum einen kann das Übertragen von Wissen auch ohne Lehren stattfinden. Ein Individuum kann von jemanden lernen der einfach nur relevantes Verhalten zeigt. Zum Beispiel lernen Südliche Grünmeerkatzen die relevanten Warnrufe gegen verschiedene Raubtiere während erfahrene Individuen diese Rufe als aktive Warnung tätigen. Die Lernenden erhalten die Information über die Warnrufe also ohne dass die Vorbilder ihr Verhalten verändern. Diese Form des sozialen Lernens würde nach der Definition von Caro und Hauser daher nicht als Lehren zählen. Zum anderen müssen Lehrende auch nicht spezifische Wissen übertragen, sondern können durch ihr Verhalten auch nur den Lernenden die Möglichkeit geben, sich das Wissen selber aneignen zu können. Zum Beispiel zeigen Erdmännchen Jungtieren nicht, wie genau sie einen Skorpion töten können. Die Lehrenden geben den Lernenden Skorpione in verschiedenen Zuständen, so dass die Lernenden in Sicherheit selber ausprobieren können, wie Skorpione zu töten sind. Dieses Verhalten wird nach der Definition von Caro und Hauser als Lehren gesehen, obwohl das Wissen, und das Verhalten das auf diesem Wissen beruht, sich zwischen Lehrenden und Lernenden unterscheiden kann. Neben dem Beibringen von Jagdtechniken bei Raubtieren, das außer bei den Erdmännchen zum Beispiel auch bei Geparden und anderen Katzen beobachtet worden ist, sind das Tandem Laufen bei Ameisen und die Tanzsprache bei Bienen die besten Beispiele für Lehren bei Tieren. 